# Władisław Kamieniew
Władisław Dmitrijewicz Kamieniew, ros. Владислав Дмитриевич Каменев (ur. 12 sierpnia 1996 w Orsku) – rosyjski hokeista, reprezentant Rosji.
Jego ojciec Dmitrij (ur. 1970) także został hokeistą, a także trenerem hokejowym.

## Kariera
- Mietałłurg Magnitogorsk U16 (2011-2012)
- Mietałłurg Magnitogorsk U17 (2012-2013)
- Stalnyje Lisy Magnitogorsk (2012-2014)
- Mietałłurg Magnitogorsk (2013-2015)
  -  Jużnyj Urał Orsk (2013/2014)
- Milwaukee Admirals (2015-2017)
- Nashville Predators (2017)
- Colorado Avalanche (2017, 2018, 2019-2020)
  -  San Antonio Rampage (2017/2018)
  -  Colorado Eagles (2018/2019)
- SKA Sankt Petersburg (2020-2021)
- CSKA Moskwa (2021-)

Wychowanek Jużnego Urała Orsk. Karierę rozwijał w zespołach klubu Mietałłurg Magnitogorsk, grając w drużynach w rozgrywkach juniorskich MHL, zespole farmerskim (macierzystym Jużnyj Urał Orsk) w WHL oraz w seniorskich w KHL. W tym okresie w NHL Entry Draft 2014 został wybrany przez Nashville Predators. Rok później w połowie 2015 podpisał kontrakt wstępujący z tym klubem. Od tego czasu grał jednak w zespole farmerskim, Milwaukee Admirals, w lidze AHL, a w NHL zagrał tylko dwa spotkania. W listopadzie 2017 został przetransferowany do Colorado Avalanche, gdzie w połowie 2019 przedłużył kontrakt o rok. Latem 2020 został zawodnikiem SKA Sankt Petersburg i ponownie grał w KHL. W październiku 2021 został przekazany do Sibiru Nowosybirsk, a stamtąd trzy dni później został przekazany do CSKA Moskwa.
Podjął współpracę z agentem hokejowym Rostysławem Sahło. 
W barwach juniorskich reprezentacji Rosji uczestniczył w turniejach mistrzostw świata do lat 17 edycji 2013, mistrzostw świata do lat 18 edycji 2014, mistrzostw świata do lat 20 edycji 2015, 2016. W składzie reprezentacji Rosyjskiego Komitetu Olimpijskiego (ang. ROC) brał udział w turnieju MŚ edycji 2021.

## Sukcesy
Reprezentacyjne
- Srebrny medal mistrzostw świata do lat 17: 2013
- Srebrny medal mistrzostw świata juniorów do lat 20: 2015, 2016

Klubowe
- Pierwsze miejsce w Dywizji Bobrowa w sezonie regularnym KHL: 2021 ze SKA Sankt Petersburg
- Puchar Gagarina – mistrzostwo KHL: 2022, 2023 z CSKA Moskwa
- Złoty medal mistrzostw Rosji: 2020, 2022, 2023 z CSKA Moskwa

Indywidualne
- Mistrzostwa świata do lat 18 w hokeju na lodzie mężczyzn 2014/Elita:
  - Szóste miejsce w klasyfikacji asystentów turnieju: 5 asyst[11]
- KHL (2014/2015):
  - Najlepszy pierwszoroczniak miesiąca: wrzesień 2014[12]
- Mistrzostwa Świata Juniorów w Hokeju na Lodzie 2016:
  - Trzecie miejsce w klasyfikacji strzelców turnieju: 5 goli[13]
  - Pierwsze miejsce w klasyfikacji minut kar w turnieju: 32 minuty[14]
  - Jeden z trzech najlepszych zawodników reprezentacji w turnieju[15]
- AHL (2015/2016):
  - Mecz Gwiazd AHL
- KHL (2021/2022):
  - Piąte miejsce w klasyfikacji asystentów w fazie play-off: 10 asyst
- KHL (2022/2023):
  - Drugie miejsce w klasyfikacji strzelców w fazie play-off: 11 goli
  - Najlepszy napastnik etapu - finał o Puchar Gagarina[16]